# Tetralonia glauca
Tetralonia glauca là một loài Hymenoptera trong họ Apidae. Loài này được Fabricius mô tả khoa học năm 1775.